# Решкин, Василий Макарович
Решкин Василий Макарович (8.07.1899. г. Санкт-Петербург — ?), инженер-механик. Государственный деятель. Во время блокады Ленинграда и после — заместитель председателя Ленгорисполкома.

## Биография
Родился 8 июля 1899 года в Санкт-Петербурге в семье рабочего. Окончил 4-х классное училище и школу юнг. В 1909—1913 годах матрос на торговых судах. С 1913 по 1917 годы — слесарь на снарядном и Русско-Балтийском заводах. В1917 — 1926 годах — в Красной гвардии и Красной Армии. Член РКП(б) с 1919 года. На фронте военком и комиссар бригады. С 1937 года на хозяйственной работе.
В 1931 году зачислен в счет «парттысячи» студентом ЛМСИ (Ленинградского машиностроительного института — отраслевого вуза Ленинградского политехнического института). В январе 1937 года окончил механический факультет Ленинградского Индустриального Института. по специальности «Станкостроение».
С 1938 по 1940 годы - председатель Петроградского райсовета. 3 января 1940 года избран заместителем председателя Ленгорисполкома. Делегат XVIII съезда ВКП(б).
В годы блокады и до 1950 года — заместитель Председателя Ленгорисполкома, руководил трамвайно-троллейбусным и автотранспортным управлениями, с 20 января 1942 года ещё и руководитель «Водоканала». Именно при его началом в Ленинграде 15 апреля 1942 года пошел первый трамвай.
Выполнял самую тяжелую обязанность — руководил захоронением жертв блокады на Пискарёвском, Серафимовском и других кладбищах Ленинграда.
23.10.1950 года — арестован по «Ленинградскому делу». Приговорен ОСО МГБ СССР 21.04.1951 по ст. 58-7, 10, 11 к 15 годам ИТЛ. Освобожден и полностью оправдан в 1954 году. Затем работал заместителем начальника Специального конструкторского бюро в Ленинграде. С 1957 года на пенсии.

## Награды
- Орден Трудового Красного Знамени
- Орден Красной Звезды
- 2 медали

## Семья
Сын — Анатолий Васильевич Решкин, учившийся на 2-м курсе энерго-машиностроительного факультета ЛПИ, арестован 6.04.1951 года и приговорен к высылке на 5 лет в Кокчетавскую область Казахстана. Амниститован в апреле 1952 года. В 1958 году окончил ЛПИ.